# Елецкая улица (Санкт-Петербург)
Еле́цкая улица — небольшая улица в Выборгском районе Санкт-Петербурга. Проходит в Удельной от проспекта Энгельса до Удельного проспекта.

## История
Название улице было дано в 1886 году. Елец — старинный русский город, расположенный сегодня в Липецкой области.
31 октября 1977 года её переименовали в улицу Фотиевой — в память о личном секретаре В. И. Ленина и секретаре Совета народных депутатов Л. А. Фотиевой (1881—1975). Прежнее название восстановлено 4 октября 1991 года.

## Пересечения
- проспект Энгельса
- Ярославский проспект
- Костромской проспект
- Удельный проспект

## Транспорт
На улице располагается вестибюль станции метро «Удельная». Движение общественного транспорта по улице отсутствует.

## Здания
Застройка Елецкой улицы однолицевая: нечётная; это двух- и трёхэтажные многоквартирные дома вида «немецкий коттедж». На чётной стороне располагаются (с запада на восток):
- вестибюль станции метро «Удельная», постройки 1982 года
- сквер, вдоль которого проходят трамвайные пути (конечная остановка трамваев «ст. м. „Удельная“»)
- вокзал железнодорожной станции «Удельная»
- ресторан «Вкусно и точка»
- двухэтажное здание физкультурно-оздоровительного комплекса, постройки 2011—2012 годов[1]. (в настоящее время — супермаркет "Вкусвилл")